# Extensodive

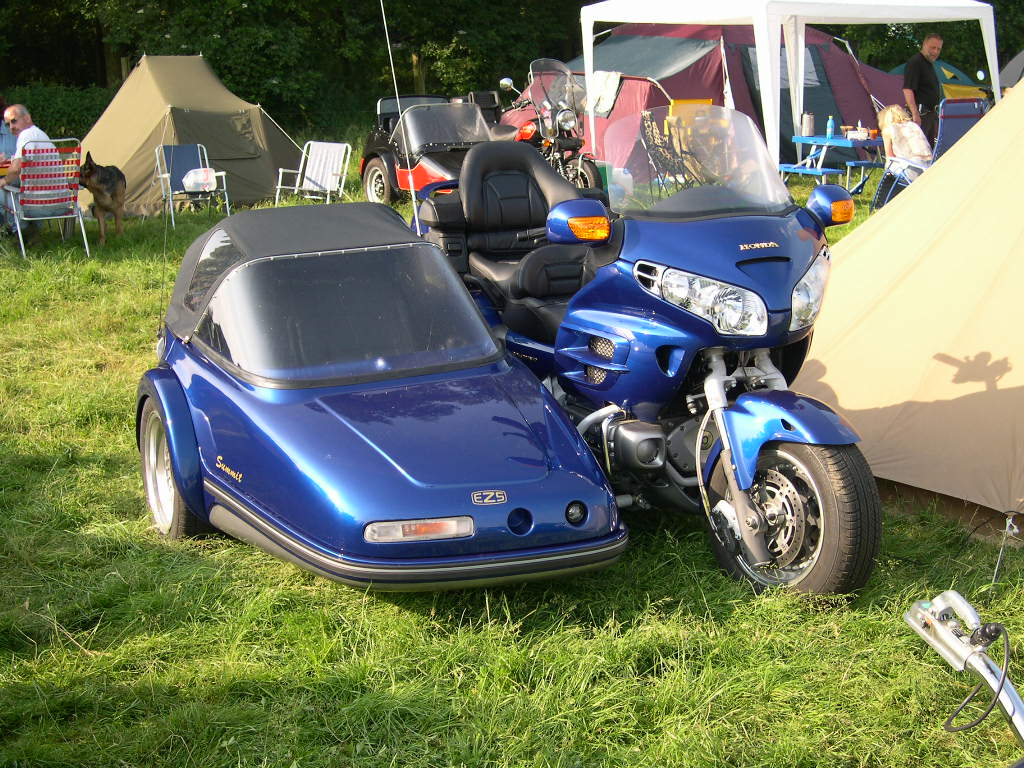
Een Extensodive voorvork op een Honda GL 1800 GoldWing zijspancombinatie

Extensodive is de naam van een in eigen beheer ontwikkelde voorvork voor zijspancombinaties van het Nederlandse merk EML.
Deze werd toegepast vanaf de EML GT-Twin (een zijspancombinatie met twee zijspanwielen). De voorvork lijkt qua werking op een telescoopvork, maar de wielbevestiging zit met glijlagers aan de buitenkant van de vork en wordt geveerd en gedempt door externe schokbrekers.